# Menindee
Menindee est un village australien situé dans la zone d'administration locale du Darling central en Nouvelle-Galles du Sud. 

## Géographie
Le village est établi sur les rives du Darling à l'extrême ouest de la Nouvelle-Galles du Sud.
Un barrage a été construit à proximité pour réguler le débit de la rivière et faciliter l'irrigation des terres situées en aval dans l'Australie-Méridionale. Menindee se trouve également sur la ligne du transcontinental Indian Pacific qui relie Sydney à Perth.
Le parc national Kinchega se trouve à proximité.

## Histoire
Le premier Européen ayant atteint le site est le géomètre et explorateur Thomas Mitchell en 1835. La localité est la plus ancienne située sur le Darling et fut une base avancée de l'expédition de Burke et Wills en 1860.

## Démographie
La population s'élevait à 551 habitants en 2016.